# Olivia Dillon
Olivia Dillon (nacida el 4 de mayo de 1973) es una ciclista de carreras irlandesa. Compitió en la 2012 UCI women's road race en Valkenburg aan de Geul y en la 2013 UCI women's road race en Florencia.